# Ghiacciaio Grimes
Il ghiacciaio Grimes (in inglese: Grimes Glacier) è un ripido ghiacciaio situato sulla costa di Zumberge, nella parte occidentale della Terra di Ellsworth, in Antartide. In particolare, il ghiacciaio, il cui punto più alto si trova a circa 2.000 m s.l.m., si trova nella parte centro-settentrionale della dorsale Patrimonio, nelle Montagne di Ellsworth. Da qui, esso fluisce verso est discendendo il versante orientale del massiccio Anderson fino ad unire il proprio flusso a quello del ghiacciaio Splettstoesser.

## Storia
Il ghiacciaio Grimes è stato mappato dallo United States Geological Survey grazie a ricognizioni terrestri dello stesso USGS e a fotografie aeree scattate dalla marina militare statunitense (USN) nel periodo 1961-66 ed è stato poi così battezzato dal Comitato consultivo dei nomi antartici in onore di Paul D. Grimes, della USN, che nell'ultimo mese dell'Operazione Deep Freeze del 1965 supervisionò lo spostamento del campo di aviazione Williams nel canale McMurdo.